# Тенчжоу
Тенчжоу (кит. спр. 滕州市, піньїнь: Téngzhōu Shì) — місто-повіт в центральнокитайській провінції Шаньдун, складова міста Цзаочжуан.

## Географія
Тенчжоу розташовується на півдні провінції.

### Клімат
Місто знаходиться у зоні, котра характеризується вологим субтропічним кліматом. Найтепліший місяць — липень із середньою температурою 27.1 °C (80.8 °F). Найхолодніший місяць — січень, із середньою температурою -0.4 °С (31.3 °F).
| Клімат Тенчжоу          | Клімат Тенчжоу | Клімат Тенчжоу | Клімат Тенчжоу | Клімат Тенчжоу | Клімат Тенчжоу | Клімат Тенчжоу | Клімат Тенчжоу | Клімат Тенчжоу | Клімат Тенчжоу | Клімат Тенчжоу | Клімат Тенчжоу | Клімат Тенчжоу | Клімат Тенчжоу |
| Показник                | Січ.           | Лют.           | Бер.           | Квіт.          | Трав.          | Черв.          | Лип.           | Серп.          | Вер.           | Жовт.          | Лист.          | Груд.          | Рік            |
| Середня температура, °C | −0,4           | 1,7            | 7,7            | 14,6           | 20,4           | 25,2           | 27,1           | 26,5           | 21,3           | 15,5           | 8,3            | 1,7            | 14,1           |
| Норма опадів, мм        | 10.8           | 13.1           | 23.7           | 42.5           | 50.6           | 92.4           | 231.7          | 146.9          | 77             | 38.9           | 21.9           | 12.8           | 762.3          |
| Днів з опадами          | 3,3            | 4,9            | 5,2            | 8              | 6,5            | 8,3            | 14,5           | 11,4           | 8,8            | 7              | 6,6            | 4,5            | 89             |
| Вологість повітря, %    | 59.6           | 60.2           | 57.4           | 58.8           | 59.2           | 62.8           | 78.7           | 79.1           | 72.5           | 68.2           | 64.6           | 61.3           | 65.2           |
| ----------------------- | -------------- | -------------- | -------------- | -------------- | -------------- | -------------- | -------------- | -------------- | -------------- | -------------- | -------------- | -------------- | -------------- |
| Джерело: Weatherbase    |                |                |                |                |                |                |                |                |                |                |                |                |                |